# یواس‌اس ماکابی (اس‌اس-۳۷۵)
یواس‌اس ماکابی (اس‌اس-۳۷۵) (به انگلیسی: USS Macabi (SS-375)) یک زیردریایی بود که طول آن ۳۱۱ فوت ۹ اینچ (۹۵٫۰۲ متر) بود. این زیردریایی در سال ۱۹۴۴ ساخته شد.